# Mylabris mandibularis
Mylabris mandibularis es una especie de coleóptero de la familia Meloidae.

## Distribución geográfica
Habita en la India.